# マザー&ラヴァー
『マザー&ラヴァー』は、2004年10月5日から12月21日まで毎週火曜日22:00 - 22:54に、関西テレビとメディアミックス・ジャパン（MMJ）の企画・制作により、フジテレビ系「火曜22時」枠で放送されたテレビドラマ。主演は坂口憲二。

## あらすじ
岡崎真吾は小さな劇団に所属する役者の卵。楽天的で何事にも前向き、優しい性格で、女手一つで育ててくれた母親のマリアを誇りに思い、大切にしているが、それが高じてしまっていて、周囲にはマザコンと思われている。ある日、真吾は仕事に遅れそうになっていたOLの杉浦瞳を人力車で送り届けてあげた。おまけに瞳を怒鳴りつけた仕事相手の店長に対し食って掛かった。仕事は出来るが、恋愛には縁のなかった瞳は自分のために一生懸命になってくれた真吾に一目惚れ。翌日、真吾に会いに行き、お礼を兼ねて貸し切りで人力車に乗せてもらい楽しい時間を過ごした。真吾もすっかり瞳のことが好きになり、別れがたい二人はデートの約束をしたのだが…。

## キャスト

### 主要人物
岡崎 真吾（おかざき しんご）〈29〉
演 - 坂口憲二
マザコン青年。小さな劇団で役者をしながら、人力車のアルバイトで生活費を稼いでいる。誕生日は11月30日。
杉浦 瞳（すぎうら ひとみ）〈31〉
演 - 篠原涼子
真吾の彼女。レストランチェーンのスーパーバイザー。誕生日は10月12日。
岡崎 マリア（おかざき マリア）〈55〉
演 - 松坂慶子
真吾の母。自宅でピアノ教室を開いている。誕生日は瞳と同じ10月12日。

### 真吾の関係者
永野 圭（ながの けい）
演 - 水川あさみ
真吾が所属している劇団の座長。
中町 恭介（なかまち きょうすけ）
演 - 金子貴俊
劇団の看板役者。真吾と一緒に人力車のアルバイトをしている。
可愛 今日子（かわい きょうこ）
演 - 西丸優子
劇団の役者仲間。
高石 宏一（たかいし こういち）
演 - 高山猛久
劇団の役者仲間。
藤永 忍（ふじなが しのぶ）
演 - 麻生幸佑
劇団の役者仲間。

### 瞳の関係者
神野 麻衣子（じんの まいこ）
演 - 矢沢心
瞳の同僚で頼りになる後輩。
五十嵐部長
演 - 田山涼成
瞳の上司。
杉浦 博
演 - 小野武彦
瞳の父。
杉浦 美代子
演 - 木内みどり
瞳の母。
杉浦 宏美
演 - 佐藤仁美
瞳の妹。

### その他関係者
種田 庄二（たねだ しょうじ）
演 - 蛍原徹（当時雨上がり決死隊）
「スーパーたねだ」の店主。
野本 公平（のもと こうへい）
演 - 阿南健治
居酒屋「暗転」のマスター。
紀子
演 - 上村香子
マリアの旧友。
麻衣子の彼氏
演 - 要潤
売れないバンドマン。
重松 啓一
演 - 篠田三郎
テレビプロデューサー
演 - 益岡徹

## スタッフ
- 脚本：岡田惠和
- 演出：三宅喜重（関西テレビ）、塚本連平（MMJ）、新城毅彦（5年D組）、今井和久（MMJ）
- 音楽：寺嶋民哉
- 主題歌：アンジェリーナ「Sound of Love〜しあわせについて〜」（コロムビアミュージックエンタテインメント）
- 挿入歌：ザ・モンキーズ「デイドリーム・ビリーバー」（コルジェムズ・レコード）
- 編成企画：笠置高弘（関西テレビ）
- プロデューサー：安藤和久（関西テレビ）、吉條英希（関西テレビ）、東城祐司（MMJ）、伊藤達哉（MMJ）
- 制作：関西テレビ、MMJ

## 放送日程
| 各話                                                       | 放送日         | サブタイトル           | 演出     | 視聴率 |
| ---------------------------------------------------------- | -------------- | ---------------------- | -------- | ------ |
| 第1話                                                      | 2004年10月 5日 | マザコンで何が悪い!?   | 新城毅彦 | 15.5%  |
| 第2話                                                      | 2004年10月12日 | 母か恋人かそれが問題だ | 新城毅彦 | 15.1%  |
| 第3話                                                      | 2004年10月19日 | マザコン男、フラれる!  | 塚本連平 | 13.7%  |
| 第4話                                                      | 2004年10月26日 | 母の嫉妬               | 三宅喜重 | 10.1%  |
| 第5話                                                      | 2004年11月 2日 | 涙のパーティー         | 塚本連平 | 12.7%  |
| 第6話                                                      | 2004年11月 9日 | 秘密の合コン           | 新城毅彦 | 13.1%  |
| 第7話                                                      | 2004年11月16日 | 母に恋人!?             | 三宅喜重 | 11.1%  |
| 第8話                                                      | 2004年11月23日 | 母さん同居する!        | 塚本連平 | 12.9%  |
| 第9話                                                      | 2004年11月30日 | 息子より犬             | 今井和久 | 13.1%  |
| 第10話                                                     | 2004年12月 7日 | 温泉卓球対決!          | 新城毅彦 | 12.9%  |
| 第11話                                                     | 2004年12月14日 | 最後のクリスマス       | 三宅喜重 | 11.6%  |
| 最終話                                                     | 2004年12月21日 | マザコンついに卒業か!? | 塚本連平 | 7.6%   |
| 平均視聴率 12.1%（視聴率は関東地区・ビデオリサーチ社調べ） |                |                        |          |        |

- 初回は22時10分 - 23時14分の10分拡大放送。
- 最終回は21時 - 22時48分の54分拡大放送。

## 受賞
- 第43回ザテレビジョンドラマアカデミー賞[1]
  - 助演女優賞（篠原涼子）

## 関連商品
DVD
- マザー&ラヴァー DVD-BOX（2005年4月6日発売、ポニーキャニオン）

書籍
- マザー&ラヴァー ノベライズ（2004年12月発売、幻冬舎）ISBN 978-4344007284

## 備考
- 坂口憲二演じる岡崎真吾の母・岡崎マリア役は、ドラマ制作が発表された段階では岩下志麻に決まっていた。しかし、岩下が急病のため降板、代役として松坂慶子がマリア役を演じることになった。（※後に篠原涼子と岩下志麻は2006年にTBS系連続ドラマ『花嫁は厄年ッ!』で共演した。）
- 当初は全11回の放送予定だったが、好評のため放送回数を12回まで延長し、最終回は2時間スペシャルでの放送となった。
- 坂口憲二と松坂慶子は同時期の2004年11月17日から21日までテレビ朝日系列で5夜連続で放送された石原プロモーション制作のスペシャルドラマ『弟』で、坂口が壮年期の渡哲也役、松坂が45歳から57歳までの石原まき子役で共演した。ちなみに、坂口と松坂は第4夜と最終夜に出演。